# Aisha Rateb
Aisha Rateb (El Cairo, 22 de febrero de 1928-Guiza, 4 de mayo de 2013) fue abogada y política egipcia, conocida por ser la primera embajadora mujer de Egipto. Fue también profesora de derecho internacional en la Universidad de El Cairo.

## Biografía

### Primeros años y educación
Rateb nació el 22 de febrero de 1928 en El Cairo, en el seno de una familia de profesionales de clase media. Al ingresar a la universidad, estudió Literatura en la Universidad de El Cairo, pero después de tan solo una semana de estudios se cambió a Derecho. Rateb se graduó de esta universidad en 1949. Posteriormente se mudó a París durante un breve tiempo para seguir estudiando y consiguió su doctorado en Derecho en 1955.
Rateb se postuló para ser jueza en el Consejo de Estado (el cuerpo judicial más importante de Egipto) en 1949, y fue rechazada debido a su género. El primer ministro de ese entonces, Hussein Sirri Pasha, afirmó que tener a una mujer de jueza iba «en contra de las tradiciones de la sociedad». Rateb demandó al gobierno bajo el argumento de que se estaban violando sus derechos constitucionales. Esta demanda fue la primera de su tipo en Egipto y, cuando perdió el caso, el jefe del Consejo de Estado, Abd el-Razzak el-Sanhuri, admitió que había perdido solo por razones políticas y culturales, no basadas en la ley egipcia o sharia. La demanda y la opinión escrita de el-Sanhuri animó a otras mujeres a imitarla, aunque ninguna logró llegar a jueza hasta el año 2003, cuando se nombró a Tahani al-Gebali en dicho cargo. En 2010, el primer ministro de Egipto ordenó la revisión de una decisión reciente en contra de permitir que haya juezas. En julio de 2015, 26 mujeres finalmente tomaron juramento como juezas.

### Carrera política
En 1971, Rateb fue parte del comité central de la Unión Socialista Árabe de Egipto, en donde ayudó a escribir la nueva constitución de Egipto. De todos los miembros del comité, ella fue la única que se opuso a los «poderes extraordinarios que la Constitución le concedía al presidente Anwar el-Sadat».
Posteriormente, sirvió como ministra de Seguridad y Asuntos Sociales desde 1974 a 1977 y fue la segunda mujer en ocupar esa posición. Durante su tiempo en ese ministerio, logró aprobar reformas para las mujeres en el país. Rateb pudo hacer esto incluso mientras sheikhs fundamentalistas intentaban arruinar su reputación. Rateb implementó restricciones a la poligamia y aseguró que el divorcio solo fuera legal si se contaba con la presencia de un juez. También trabajó para ayudar a los pobres y planteó una ley que ayudara a los discapacitados a conseguir empleo. Cuando el gobierno decidió retirar los subsidios a los bienes esenciales, un movimiento que afectaría a los ciudadanos más pobres de Egipto, renunció de su cargo a modo de protesta en 1977 durante la revuelta del pan.
En 1979, Rateb fue nombrada como la primera embajadora mujer de Egipto. Como embajadora, lideró a Egipto hacia una «posición balanceada en un mundo de relaciones internacionales polarizadas». Fue embajadora en Dinamarca desde 1979 hasta 1981 y en la República Federal de Alemania de 1981 a 1984. Rateb fue crítica del presidente egipcio Hosni Mubarak porque sentía que su gobierno acrecentó la división entre los ricos y pobres.

### Muerte
El 4 de mayo de 2013, Rateb falleció a la edad de 85 años en Guiza después de un paro cardiorrespiratorio súbito.